# Didymophyes longissima
Didymophyes longissima is een soort in de taxonomische indeling van de Myzozoa, een stam van microscopische parasitaire dieren. Het organisme komt uit het geslacht Didymophyes en behoort tot de familie Didymophoridae. Didymophyes longissima werd in 1848 ontdekt door von Siebold in von Kölliker.